# Ernest McFarland
Ernest William McFarland, född 9 oktober 1894 i Earlsboro, Oklahoma, död 8 juni 1984 i Phoenix, Arizona, var en amerikansk politiker.
McFarland deltog i första världskriget i USA:s flotta. Han avlade 1921 juristexamen vid Stanford University. Han inledde sedan sin karriär som advokat i Casa Grande, Arizona.
I 1940 års kongressval utmanade han sin partikamrat, demokraten Henry F. Ashurst som hade suttit i USA:s senat sedan Arizona blivit delstat 1912. McFarland blev invald i senaten och representerade demokraterna där 1941-1953. Han var majoritetsledare i senaten 1951-1953.
I 1952 års kongressval förlorade den sittande majoritetsledaren McFarland sitt mandat i senaten mot republikanen Barry Goldwater. McFarland försökte en gång till att bli invald i senaten, men förlorade 1958 på nytt mot Goldwater. McFarland var guvernör i Arizona 1955-1959.
McFarland blev 1964 utnämnd till domare i Arizonas högsta domstol. Han var domstolens chefsdomare 1968-1970.